# Tony Jaa
Phanom Yeerum (Thai: พนม ยีรัมย์), beter bekend als Tony Jaa (Surin, 5 februari 1976), is een Thais acteur die vooral in martialartsfilms deelneemt. Hij is ook een stuntman, actiechoreograaf en regisseur.

## Biografie
Tony Jaa is opgegroeid in een landelijke omgeving in het noorden van Thailand. In zijn jeugd zag hij films van Bruce Lee, Jackie Chan en Jet Li bij tempelbeurzen, wat zijn inspiratie was om vechtsporten te leren. Hij begon te trainen in het Muay Thai bij zijn lokale tempel. Op 15-jarige leeftijd werd Tony Jaa een leerling van Panna Rittikrai, die een stuntteam had genaamd Muay Thai Stunt. Jaa maakte diverse optredens in zijn films.
Hij bleef werken als een stuntman. Panna en Jaa ontwikkelden een interesse in Muay Boran, een oude stijl van het Muay Thai en werkte en trainde voor een jaar met de vechtkunst met de bedoeling om er een film omheen te ontwikkelen. Zijn eerste film waarin hij de hoofdrol speelt was Ong-Bak, en werd mede geregisseerd in 2003 door Panna Rittikrai. Tony Jaa deed alle stunts zonder technische hulp of speciale effecten. Zijn tweede grote film was Tom-Yum-Goong (The Protector in de VS), vernoemd naar een soort van Thaise soep.
Tony Jaa verwierf als een martial artist, met inbegrip van zijn prestaties in Ong-Bak, een groeiend aantal bewonderaars wereldwijd. Zijn populariteit in het westen kon worden verklaard door de gelijkenis tussen zijn bewegingen en zijn demonstraties die hij heeft gegeven. Veel van zijn bewegingen lijken fysiek onmogelijk om te bereiken.
In mei 2010 besloot hij met pensioen te gaan en werd een boeddhistische monnik in een tempel in de provincie Surin. In 2012 is Tony Jaa gehuwd met zijn vriendin, Piyarat Chotiwattananont. Het huwelijk symboliseert waarschijnlijk het einde van zijn monastieke periode. 

## Filmografie
- Spirited Killer (1994)
- Hard Gun (1996)
- Mission Hunter 2 (1996)
- Nuk leng klong yao (2001)
- Ong-Bak (2003)
- The Bodyguard (2004)
- Tom-Yum-Goong (2005)
- Honour of the Dragon (2005)
- The Bodyguard 2 (2007)
- Ong-Bak 2 (2008)
- Ong-Bak 3 (2010)
- Tom Yum Goong 2 (2013)
- A Man Will Rise (2013)
- Skin Trade (2014)
- Furious 7 (2015)
- SPL II: A Time for Consequences (2015)
- xXx: Return of Xander Cage (2017)
- Paradox (2017)
- Master Z: Ip Man Legacy (2018)
- Triple Threat (2019)
- Jiu Jitsu (2020)
- Monster Hunter (2020)
- Detective Chinatown 3 (2021)

- Biblioteca Nacional de España: XX1614606
- Bibliothèque nationale de France: cb145833672 (data)
- Gemeinsame Normdatei: 1051818818
- International Standard Name Identifier: 0000 0001 2129 9580
- Library of Congress Control Number: n2009015837
- Nationale Bibliotheek van Tsjechië: xx0155913
- Nederlandse Thesaurus van Auteursnamen: 276325281
- Système universitaire de documentation: 148229662
- Virtual International Authority File: 42086875
- WorldCat: E39PBJvt9k7hHhdR7yDxbdMXVC